# وکیل من، آقای جو ۲: جنایت و مکافات
وکیل من آقای جو ۲: جنایت و مکافات (انگلیسی: My Lawyer, Mr. Jo 2: Crime and Punishment; کره‌ای: 동네변호사 조들호 ۲: 죄와벌) یک مجموعه تلویزیونی محصول کره جنوبی سال ۲۰۱۹ با بازی پارک شین یانگ و گو هیون جونگ است. این مجموعه، دنبالهٔ مجموعه تلویزیونی سال ۲۰۱۶، وکیل من، آقای جو است. این مجموعه بر پایه وب‌تونی با همین نام اثر کیم یانگ سو است. وکیل من آقای جو ۲: جنایت و مکافات از ۷ ژانویه تا ۲۶ مارس ۲۰۱۹، روزهای دوشنبه و سه‌شنبه ساعت ۲۲:۰۰ (کی‌اس‌تی) از کی‌بی‌اس۲ پخش شد.

## بازیگران

### اصلی
- پارک شین یانگ در نقش جو دول هو
- گو هیون جونگ در نقش لی جا کیونگ